# Republic Express Airlines
Republic Express Airlines of RPX Airlines is een Indonesische luchtvrachtmaatschappij met haar thuisbasis in Jakarta.

## Geschiedenis
Republic Express Airlines is opgericht in 2001 door P.T. Repex Wanhana. De maatschappij is een onderdeel van RPX holding,een
uitgebreide transport en logistieke onderneming.

## Diensten
Republic Express Airlines voert lijnvluchten uit naar:(zomer 2007)
- Balikpapan, Jakarta.

## Vloot
De vloot van Republic Express Airlines bestaat uit:(december 2007)
- 1 Boeing B737-200C